# アンチグラビティ
『アンチグラビティ』（ロシア語: Кома、英語: Coma 「昏睡」）は、2019年のロシアのSFアクション映画。
ニキータ・アルグノフ監督の長編デビュー作で、出演はリナル・ムハメトフとルボフ・アクショノーヴァなど。
現実世界で昏睡状態にある人々の記憶が集合化した夢の世界を舞台にしたアクションスリラー。
2019年11月19日にチェコの「Flash Film Festival」で初上映された。
ロシア版『インセプション』とも言われている。

## ストーリー
交通事故で昏睡状態になった青年が目覚めると、そこは建物も地面も重力を無視して浮遊している異様な世界だった。正体不明の黒い怪物に襲われた青年は、謎の武装グループに助け出されると、ヤンという男が率いる彼らの住処に連れて行かれる。そこで青年は、ここが昏睡状態の人々が暮らす脳内の世界で、時間の進み方は現実世界の100倍遅く、昏睡状態から目覚めるまで抜け出せないことを知らされる。また、脳死した人間によって生み出された黒い怪物「リーパー」と戦いながら、彼らはヤンがどこかにあると信じている、リーパーのいない「島」に行くことを夢見ていた。
記憶を失っていた青年は自分が建築家であることを思い出すと、頭の中で設計した建造物をどんなものでも具現化できる特殊能力を持っていることに気付く。ヤンはこの「建築家」こそが、リーパーのいない「島」を作り出せる人物であるとして、人々を連れて旅立つ。しかし、そこにリーパーが現れる。激しい戦いの中、建築家は昏睡状態から目覚めて現実世界に引き戻される。そこで建築家は全てを思い出す。
若い建築家はその斬新なアイデアが全く評価されずにいたが、ある日、世間から問題視されている宗教団体「永遠の生命」の教祖から仕事を依頼される。元恋人の不安を無視し、建築家は宗教団体に赴くが、そこで彼が目撃したのは、教祖であるヤンと、昏睡状態で寝かされている信者たちの姿だった。同じように昏睡状態にされかかった建築家は隙を見て脱出し、元恋人が運転する車で逃亡するが、その途中で事故に遭って捕らえられ、2人とも昏睡状態にされたのである。その元恋人はグループのメンバーであるフライだった。
再び夢の世界に戻った建築家は、真実を仲間たちに告げる。ところが、そこに現れたヤンが、ここにいる人々が現実世界に居場所がなく夢の世界でしか生きられない存在であることを指摘すると、現実世界での記憶を思い出した彼らは夢の世界に残ると言う。しかし、秘密を知られたヤンは、現実世界で昏睡状態である彼らの人工呼吸器を止めたので、死ぬのは時間の問題だと告げる。その言葉通り、仲間は次々と消えていく。建築家とフライは何とか夢の世界から脱出しようと、現実世界で眠っている場所を夢の中で探し出すが、目的の「裏口」を目の前にしてヤンに阻まれる。そこに脳死によってリーパーとなってしまった隊長のファントムが現れ、ヤンを倒すと、建築家とフライは現実世界に生還する。現実世界で教祖は脳死状態となっていた。
建築家は元恋人とよりを戻し、仕事も得る。一方、違法性が問われていた宗教団体「永遠の生命」は証拠不十分で不起訴となったが、同団体の実験に賛同する人々が次々と入信し、危険な実験の被験者となっていることが報道される。建築家は宗教団体から送られたカードを複雑な思いで見つめると、机の引き出しにしまって鍵をかける。

## キャスト
※括弧内は日本語吹替。
- 建築家: リナル・ムハメトフ（ロシア語版）（濱野大輝）
- フライ: ルボフ・アクショノーヴァ（ロシア語版）（高橋雛子） - 治癒能力を持つ女性。
- ファントム: アントン・パンプーシュニー（ドイツ語版）（宮本淳） - 高い戦闘能力を持つ隊長。
- アストロノマ: ミロシュ・ビコヴィッチ（ロシア語版）（上住谷崇） - 地図読みの青年。
- ヤン: コンスタンチン・ラヴロネンコ（相沢まさき） - グループのリーダー。
- スピリット: ポリーナ・クジミンスカヤ（菊永あかり） - リーパーを感知する能力を持つ女性。
- ノーム: ロスチスラフ・ガルビス（赤坂柾之）

## 作品の評価
映画評論家のなかざわひでゆきは「コンセプトは『マトリックス』、ビジュアルは『インセプション』からの影響が濃厚。ストーリー自体は全体像が明かされるにつれ凡庸になっていくものの、監督がVFXアーティストだけあってイマジネーション豊かな映像は見応えある。」と評している。